# Hypodryas urbanoides
Hypodryas urbanoides är en fjärilsart som beskrevs av Warnecke 1942. Hypodryas urbanoides ingår i släktet Hypodryas och familjen praktfjärilar. Inga underarter finns listade i Catalogue of Life.